# Maesil-cheong

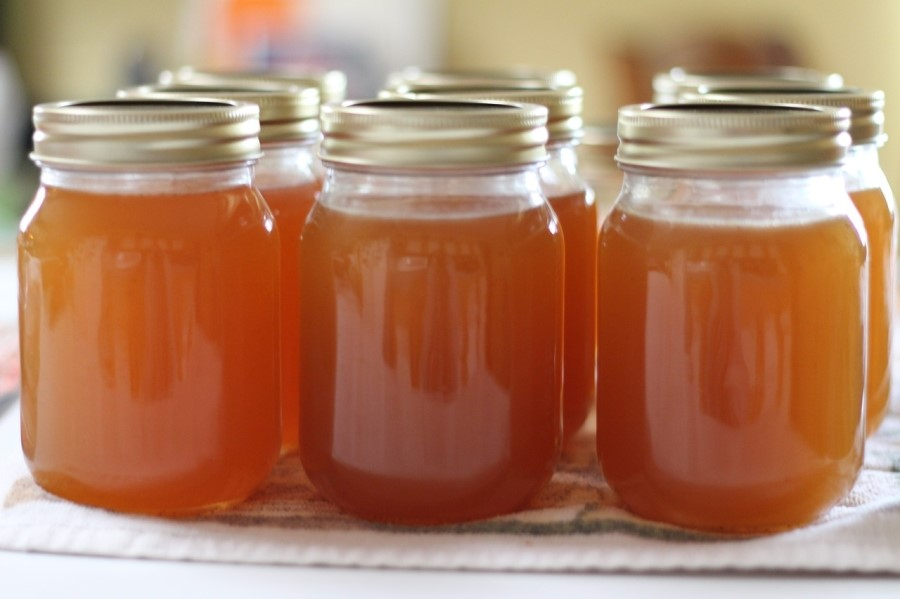
Nước mơ ngâm

Maesil-cheong (매실청) thường gọi "nước mơ ngâm" hay siro mơ là loại siro được làm bằng cách ngâm mơ với đường đôi khi thêm một chút muối cho lên men trong vài tháng.</ref> 매실차로 마시거나, 달콤한 맛을 내는 조미료로 이용한다.

## Giới thiệu

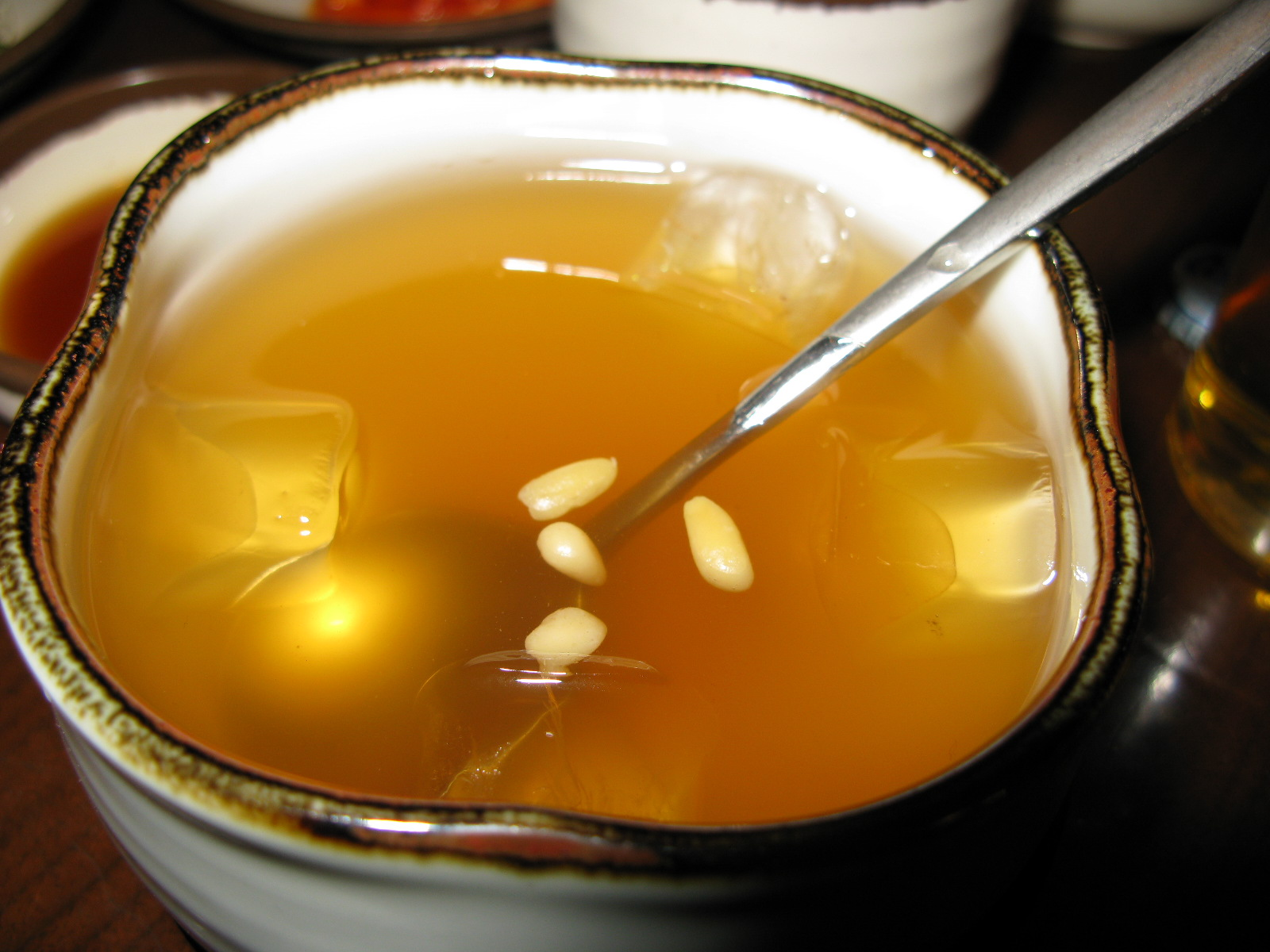
Maesil-cha

Nước mơ ngâm lên men có thể dùng làm đồ uống bằng cách pha loãng với nước, trong tiếng Hàn được gọi là Maesil-cha (매실차; 梅實茶). Tuy nhiên, trong ẩm thực Hàn Quốc, nước mơ ngâm còn được sử dụng rộng rãi làm gia vị trong nhiều món ăn như  tẩm ướp thịt, rau trộn, kim chi.